# Jean Marty (joueur de billard)
Pour les articles homonymes, voir Jean Marty et Marty.
Jean Marty, né le 11 décembre 1925 à Perpignan (Pyrénées-Orientales) et mort le 2 décembre 2015, à Paris, est un joueur français de billard français, spécialisé dans les jeux de série.
Il est inhumé au Cimetière des Batignolles à Paris.

## Palmarès

### 4 fois Champion du monde
- Championnat du monde de billard carambole cadre 47/2 : 1967 au Caire
- Championnat du monde de billard carambole cadre 47/1 : 1967 à Marseille
- Championnat du monde de billard carambole cadre 71/2 : 1966 à Duisbourg et en 1968 à Bruges

### 6 fois Champion d'Europe
- Championnat d'Europe de billard carambole partie libre : 1966 au Caire
- Championnat d'Europe de billard carambole cadre 47/2 : 1966 à Berne
- Championnat d'Europe de billard carambole cadre 47/1 : 1966 à Zwanenburg et en 1967 à Marq
- Championnat d'Europe de billard carambole cadre 71/2 : 1967 à Heerlen et en 1969 à Roubaix

## Ouvrages
- Le secret du billard[4]
- Le billard et ses réflexions[5]
- Le billard par l'image[6]
- Le billard et ses vérités

## Anecdotes
1) Un jour, Jean faisait du vélo avec des amis dans la campagne. Morts de soif, ils s’arrêtent dans un café où il y avait un billard. Le propriétaire dit à Jean qu'il avait été un champion. Marty lui propose une partie et lui dit « Combien faites-vous de moyenne ? ». L'homme lui dit fièrement 3 environ. Marty lui dit de commencer. Marty, les yeux pétillants, était très intéressé par les 4 points que son adversaire fit pour sa première reprise. Marty s’approcha du billard et lui dit « Grand jour pour vous ! Vous venez de faire 4 de moyenne ! ».
2) Dans les années 60, Jean Marty dans un championnat de France, après avoir gagné le toss, a laissé son adversaire commencer la 1ère partie et c'est ainsi qu'il a pris 500 à 0. Pour les autres rencontres, Jean Marty, blessé de ce déroulement défavorable, a gagné tous les toss et a toujours commencé. Du coup, il a gagné toutes ses parties en 500 points en 1 reprise ! (Sauf une en 2 reprises)
3) Installé à Pordic, le fils de Jean Marty rêve d’ouvrir un musée sur l’histoire du billard basé sur sa collection constituée de plus de 450 gravures, 250 queues, six billards de marques historiques,  des assiettes, des catalogues de grands fabricants.